# Nuria Piera
Nuria Esperanza Pierra Gainza (Santo Domingo, República Dominicana, 29 de junho de 1960) é uma jornalista investigativa da República Dominicana. Piera é CEO da NCDN e proprietária da empresa Provideo.
Filha de imigrantes da Espanha, Pierra nasceu em Santo Domingo. Sua mãe era basca e seu pai catalão. Pierra ficou órfã aos 10 anos de idade quando seu pai, o jornalista José Enrique Piera Puig, foi morto em 1970 durante o regime autoritário de Joaquín Balaguer.
Em setembro de 2013, uma investigação conduzida por Piera revelou que o núncio apostólico de Santo Domingo, Józef Wesołowski, anteriormente dispensado pelo Papa Francisco, não havia sido destituído do cargo devido a uma disputa que manteve por três anos com o cardeal porto-riquenho Roberto González Nieves, como declarado na imprensa italiana e dominicana e insinuado pelo arcebispo Nicolás Jesús López Rodríguez,  mas sim devido ao alcoolismo do líder religioso e pelo abuso sexual de menor de indivíduos do sexo masculino. A indecorosidade deu continuidade à série de escândalos de pederastia dentro da Igreja Católica. Em 2014, Nuria foi listada pela EFE  como uma das mulheres mais influentes na Ibero-América.